# 白髪白山神社
白髪白山神社（しらひげはくさんじんじゃ）は、埼玉県飯能市にある神社である。岩沢白髪白山神社とも称される。旧社格は村社。
白髪武広国押稚日本根子天皇（清寧天皇）、白山菊理媛命、韓姫命（清寧天皇の母）を主祭神とする。

## 歴史
霊亀2年（716年）の創建と伝えられる。明治5年（1872年）に村社に列格し、明治11年（1878年）に近隣の6社を合祀した。

## 建造物等
- 本殿・覆殿・幣殿・拝殿
- 境内社 -- 大日孁貴神・大山祇神・倉稲魂神・天満天神・大国魂神・比売神を祀る。
- 境内地 1924平方メートル

## 神事
- 1月1日 元旦祭
- 4月第2日曜日 例祭
- 8月 祈願祭
- 毎月1日 月次祭